# Sant Sagrament de Perpinyà
El Sant Sagrament de Perpinyà és la capella de les Germanes Sagramentàries de la ciutat de Perpinyà, a la comarca del Rosselló, de la Catalunya del Nord.
És en el número 7 del carrer del Call, anomenat també de Sant Francesc de Paula, just al costat sud-est de Sant Domènec de Perpinyà, però amb l'entrada per un carrer del tot diferent.